# Estación de Orcasitas
Orcasitas es una estación ferroviaria situada entre los barrios de Orcasitas y Orcasur del distrito de Usera de Madrid. Forma parte de la línea C-5 de la red de Cercanías Madrid.

## Situación ferroviaria
Según Adif la estación se encuentra en el punto kilométrico 6,2 de la línea férrea 920 de la red ferroviaria española, entre Móstoles-El Soto y Parla.  El tramo es de vía doble y está electrificado.

## Historia
La estación fue inaugurada oficialmente el 24 de septiembre de 1989, en precario, con la estación aún por rematar. La nueva línea Atocha-Fuenlabrada estrenaba de esta forma un nuevo tramo entre las estaciones de Atocha y Villaverde Alto, que hasta ahora compartía con la línea de Parla. Esto supuso la inauguración de cuatro nuevas estaciones: Méndez Álvaro, Doce de Octubre, Orcasitas y Puente Alcocer. Desde el 1 de enero de 2005 el ente Adif es el titular de las instalaciones.
Durante el fin de semana del 13 al 14 de julio de 2024, se suspendió el servicio de la línea C-5 entre Villaverde Alto y Atocha debido a obras en la estación de Puerta de Atocha-Almudena Grandes. Durante este periodo, se puso en servicio un servicio sustitutivo de autobuses que cubría las estaciones cerradas (Puente Alcocer, Orcasitas, Doce de Octubre y Méndez Álvaro).

## La estación
A diferencia de las vecinas estaciones de Doce de Octubre y Puente Alcocer, Orcasitas es una estación al aire libre ya que se sitúa en un pequeño tramo no soterrado entre ambas. Dispone de dos accesos, uno situado en la calle Campotéjar a través del cual se puede llegar al pequeño vestíbulo de la estación donde se encuentran las taquillas, unas máquinas expendedoras de billetes y unos torniquetes y otro acceso más moderno, que da a la calle del Simca. Cuenta con dos andenes laterales cubiertos a los que acceden dos vías. En su momento, a comienzos de los años noventa, hubo una cafetería en la estación que se cerró por insalubridad. La Asociación de Vecinos de Orcasitas viene reclamando desde hace décadas una remodelación de la estación.
La remodelación de la estación empezó a realizarse en el año 2021, cerrando en verano de ese mismo año el tramo entre las estaciones de Doce de Octubre y Villaverde Alto, sustituyendo la anterior vía por placa de vía sobre balasto. Las actuaciones finalizaron en junio de 2023, quedando inaugurada la nueva cartelería de la estación, teleindicadores y ascensores.

## Líneas y conexiones

### Cercanías
| procedencia/destino   | < estación     | Línea | estación >      | destino/procedencia |
| --------------------- | -------------- | ----- | --------------- | ------------------- |
| Humanes / Fuenlabrada | Puente Alcocer |       | Doce de Octubre | Móstoles-El Soto    |

### Autobuses
| Diurnos   |                        |                                        |
| Línea     | Destino                | Parada                                 |
| 78        | San Fermín             | 2832 CAMPOTEJAR-FERNANDO ORTIZ         |
| 116       | Villaverde Cruce       | 2832 CAMPOTEJAR-FERNANDO ORTIZ         |
| 78        | Embajadores            | 2833 CAMPOTEJAR-FERNANDO ORTIZ         |
| 116       | Embajadores            | 2833 CAMPOTEJAR-FERNANDO ORTIZ         |
| 60        | Plaza de la Cebada     | 3218 ORCASITAS (Cabecera C/ Simca, 18) |
| Nocturnos |                        |                                        |
| Línea     | Destino                | Parada                                 |
| N15       | Hospital 12 de Octubre | 2832 CAMPOTEJAR-FERNANDO ORTIZ         |